# Anousheh Ansari
Anousheh Ansari escutarⓘ(persa: انوشه انصاری) (Mashad, 12 de setembro de 1966) é uma empresária norte-americana nascida no Irã. Em 2006, Ansari subiu ao espaço na nave russa Soyuz TMA-9, para uma estadia de nove dias a bordo da Estação Espacial Internacional, sendo a primeira mulher turista a visitá-la.

## Biografia
Em 1984 a família de Ansari decidiu enviá-la para o estado da Virgínia, nos Estados Unidos da América, onde residia uma tia, de modo a poder seguir estudos na área da Ciência, limitados às mulheres no Irã pós-revolução islâmica de 1979 . Naturalizada norte-americana nos anos 1980, formou-se em engenharia elétrica e ciência de computadores na prestigiosa Universidade George Washington, localizada em Washington, DC.
Fluente em inglês, francês e persa (sua língua materna), tornou-se executiva no ramo das telecomunicações, e é hoje sócia, co-fundadora e  CEO da empresa Telecom Technologies, que fundou com seu marido e seu cunhado nos anos noventa. A empresa de sua família, Prodea Systems, anunciou a formação de uma sociedade com a Space Adventures- a empresa que faz os acordos comerciais com a agência espacial russa para levar turistas ao espaço - com  a intenção de criar uma frota de veículos espaciais sub-orbitais para uso comercial ao redor do mundo.
Como principal contribuinte financeira da Fundação X-Prize, Anousheh Ansari dá nome ao prêmio Ansari X Prize, oferecido pela fundação a quem fizesse o primeiro voo espacial sub-orbital independente da história. O prêmio, de dez milhões de dólares, foi conquistado pela equipe do engenheiro e astronauta Mike Melvill e o protótipo espacial SpaceShipOne, do Projeto Tier, entre os vinte e seis concorrentes ao prêmio.

## Espaço
Primeira mulher na categoria de turistas espaciais a pagar a sua própria passagem para fora da atmosfera terrestre, obteve a fama de ser a primeira turista do sexo feminino no espaço, dada a Ansari por algumas fontes é contestado por outras, tornando seu pioneirismo ainda dependente de uma confirmação oficial de agências internacionais de astronáutica - o que provavelmente só será feito após uso corrente na História da Era Espacial - já que em 1991 a inglesa Helen Sharman, química civil selecionada entre treze mil britânicos em 1989, num concurso promovido pelas autoridades do governo entrou em órbita após treinamento de adaptação à gravidade zero em Baikonur, em 1991, sendo considerada por alguns especialistas, tecnicamente, como a primeira turista não-pagante no espaço.
Seu status popular de primeira turista espacial vem do fato de ter pago pela viagem, fato que não ocorreu com Sharman nem com a professora norte-americana Christa McAuliffe - morta no acidente do ônibus espacial Challenger em 1986 - que tiveram treinamentos integrados às equipes de astronautas das respetivas missões e foram escolhidas por seleção entre civis (McAuliffe para dar a primeira aula a alunos de curso secundário de todo os Estados Unidos a partir do espaço e Sharman para ser o primeiro cidadão inglês em órbita, numa joint-venture entre o Reino Unido e a então União Soviética)

Ansari contratou a viagem ao espaço através da empresa Space Adventures, (responsável pela viagem dos três primeiros turistas pagantes ao espaço, todos homens)

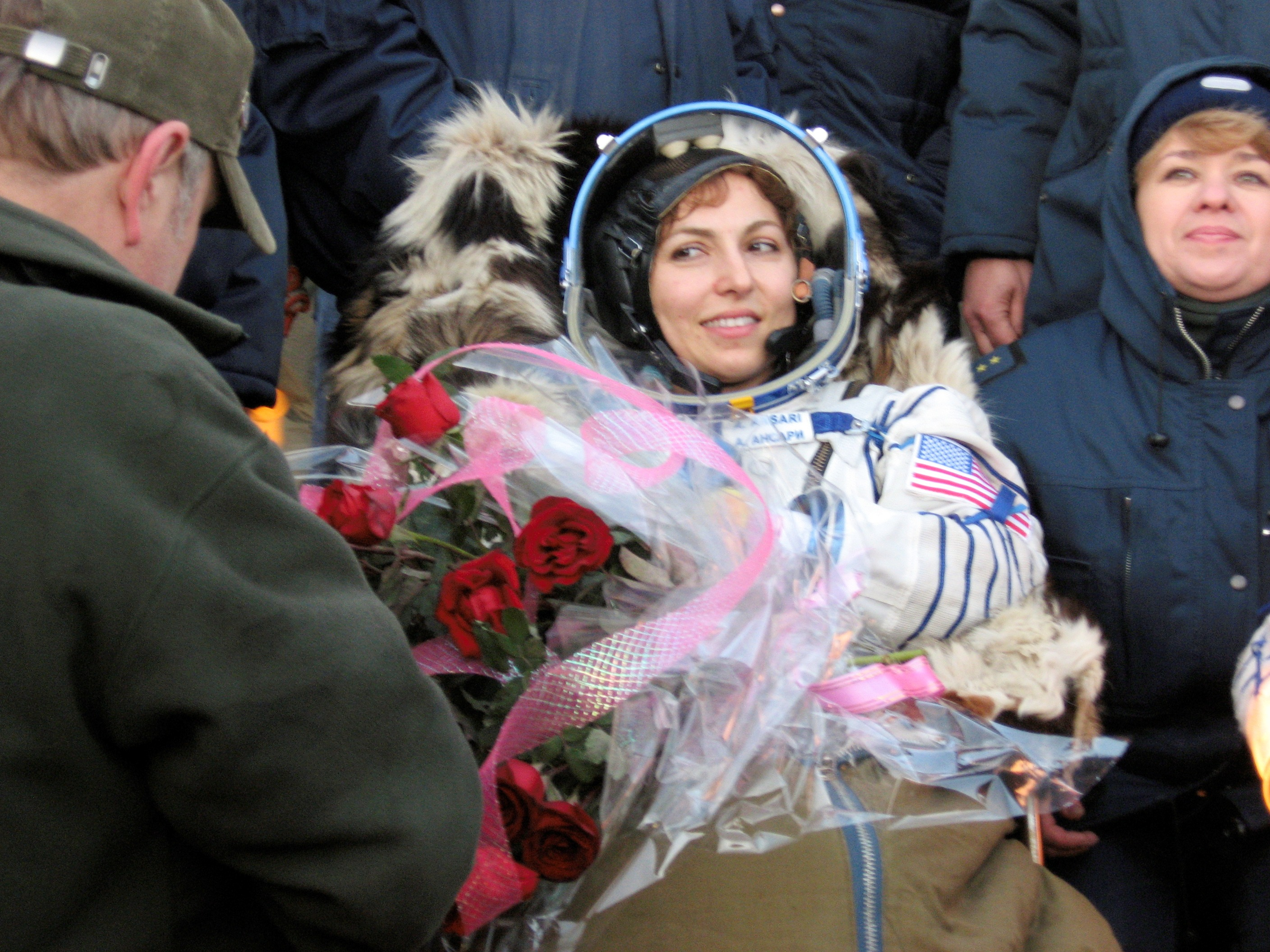
Ansari sendo recebida após a aterrissagem da Soyuz.

e treinava como cosmonauta-reserva em Baikonur, para uma viagem futura, quando o passageiro principal, Daisuke Enomoto, um empresário japonês, foi reprovado no exame médico final em 21 de agosto, permitindo a ela ocupar a vaga titular muito antes do que havia imaginado, estando apta a ir ao espaço dali a menos de vinte dias. Em 18 de setembro de 2006, foi lançada em órbita na missão Soyuz TM-9, em companhia dos astronautas Michael Lopez-Alegria e Mikhail Tyurin, para uma estadia de nove dias na ISS.
Durante sua permanência no espaço, ela realizou dois experimentos da Agência Espacial Europeia e um terceiro do consórcio aeroespacial russo Energia.
Ansari retornou à Terra a bordo da nave Soyuz TMA-8 juntamente com os membros da Expedição 13 que completaram seis meses na Estação Espacial Internacional.
Estima-se que turistas espaciais paguem vinte milhões de dólares aos russos pela viagem e estadia de dez dias em órbita. Acredita-se que esse seja o custo do lançamento do foguete da Soyuz. As autoridades russas mantêm confidencialidade sobre os contratos com os turistas.